# Climate Live
Climate Live är en global rörelse i över 40 länder där musiken används som ett redskap för att uppmärksamma klimatkrisen. Den 16 oktober 2021 kommer stora konserter hållas i samtliga länder. Rörelsen startades av aktivister från Fridays For Future och lanserades den 24 april samma år med uppträdanden på olika platser i världen. Några av artisterna som deltog under lanseringen var Declan McKenna, Milky Chance, Helen Sjöholm, Lia Pappas-Kemps, Lina Mirai och Oscar Stembridge.

## Utveckling
Frances Fox, 20 år från England, är grundaren av Climate Live. Hon berättar att inspirationen till rörelsen kom våren 2019, då musikern Brian May i en intervju sa, att det borde finnas en Live Aid fast för klimatkrisen.
Den 20 november 2020 annonserades därför Climate Live av en grupp av aktivister och artister, bland andra Greta Thunberg. Christiana Figueres, före detta verkställande sekreterare för UNFCCC, stödjer också rörelsen och säger: “There is no doubt that young people, informed by science, have brought the climate crisis to the attention of leaders from all sectors. It is now our generation’s responsibility to protect what we love from the damages of climate change by following up on promises with the necessary actions in this decade, to fulfil the goals of the Paris Agreement.”
Organisatörerna använder musiken som ett redskap för att förena och mobilisera människor i kampen mot klimaträttvisa.
Climate Live stöds av: 350 International, Greenpeace, Friends of the Earth, Rough Trade, Music Declares Emergency, Extinction Rebellion, Oxfam, EcoResolution, Tearfund, WaterAid, Vision2025, The Climate Coalition, ByeBye Plastic Foundation, Global Optimism, YOUNGO (youth constituency of the UNFCCC), Earthrise, Atmos, Climate Control Projects, Students Organising for Sustainability UK, Ecolibrium och Stop Ecocide.

## Lanseringen
Den 24 april 2021 lanserades Climate Live och evenemang hölls i Storbritannien, Uruguay, Brasilien, Tyskland, Kanada, Mexiko, Nederländerna, Colombia, Sverige, Portugal, Irland, Kongo-Kinshasa, Spanien, Japan och Afghanistan.
I Sverige hölls en gerillakonsert utanför Riksdagshuset i Stockholm av aktivister från Fridays For Future och festivalarrangörer från LiveGreen. En ljusprojektion gjordes på Riksdagshuset med Climate Lives logga och budskapet "Can you hear us yet?", samtidigt som artisterna Fricky, Maxida Märak, Helen Sjöholm och Oscar Stembridge uppträdde och två aktivister höll ett tal.